# Starkówek
Starkówek – wieś w Polsce położona w województwie dolnośląskim, w powiecie kłodzkim, w gminie Bystrzyca Kłodzka.

## Położenie
Starkówek to niewielka wieś łańcuchowa o luźnej zabudowie, leżąca w Rowie Górnej Nysy, na Wysoczyźnie Łomnicy, przy drodze wojewódzkiej nr 388 z Bystrzycy Kłodzkiej do Polanicy-Zdroju, na wysokości około 410–480 m n.p.m.

## Podział administracyjny
W latach 1975–1998 miejscowość administracyjnie należała do województwa wałbrzyskiego.

## Historia
Starkówek powstał jako kolonia Starkowa, pierwszym wzniesionym budynkiem była kaplica z 1562 roku. Miejscowość wchodziła w skład dóbr gorzanowskich i należała najpierw do rodziny Annabergów, a następnie do Herbersteinów. W XVIII wieku Starkówek był sporą wsią, w 1765 roku mieszkało tu: 15 kmieci, 11 zagrodników, 15 chałupników i 5 rzemieślników. W 1787 roku był tu folwark i 2 młyny wodne, a wśród mieszkańców było 9 kmieci oraz 42 zagrodników i chałupników. W 1840 roku było tu 55 budynków, w tym: kaplica, folwark, młyn wodny i tartak. Po 1945 roku Starkówek zachował swój charakter. W 1978 roku były tu 42 gospodarstwa rolne.

## Zabytki
W Starkówku znajdują się następujące zabytki:
- kaplica św. Floriana, z 1562 roku, kilkakrotnie przebudowywana, między innymi w 1927 roku otrzymała nowy hełm wieży, wewnątrz zachowało się wyposażenie z XVIII i XIX wieku[5],
- zespół obiektów młyna wodnego, pochodzący z XVIII wieku, obecnie zaniedbany i częściowo w ruinie[1].